# Redwood National Park

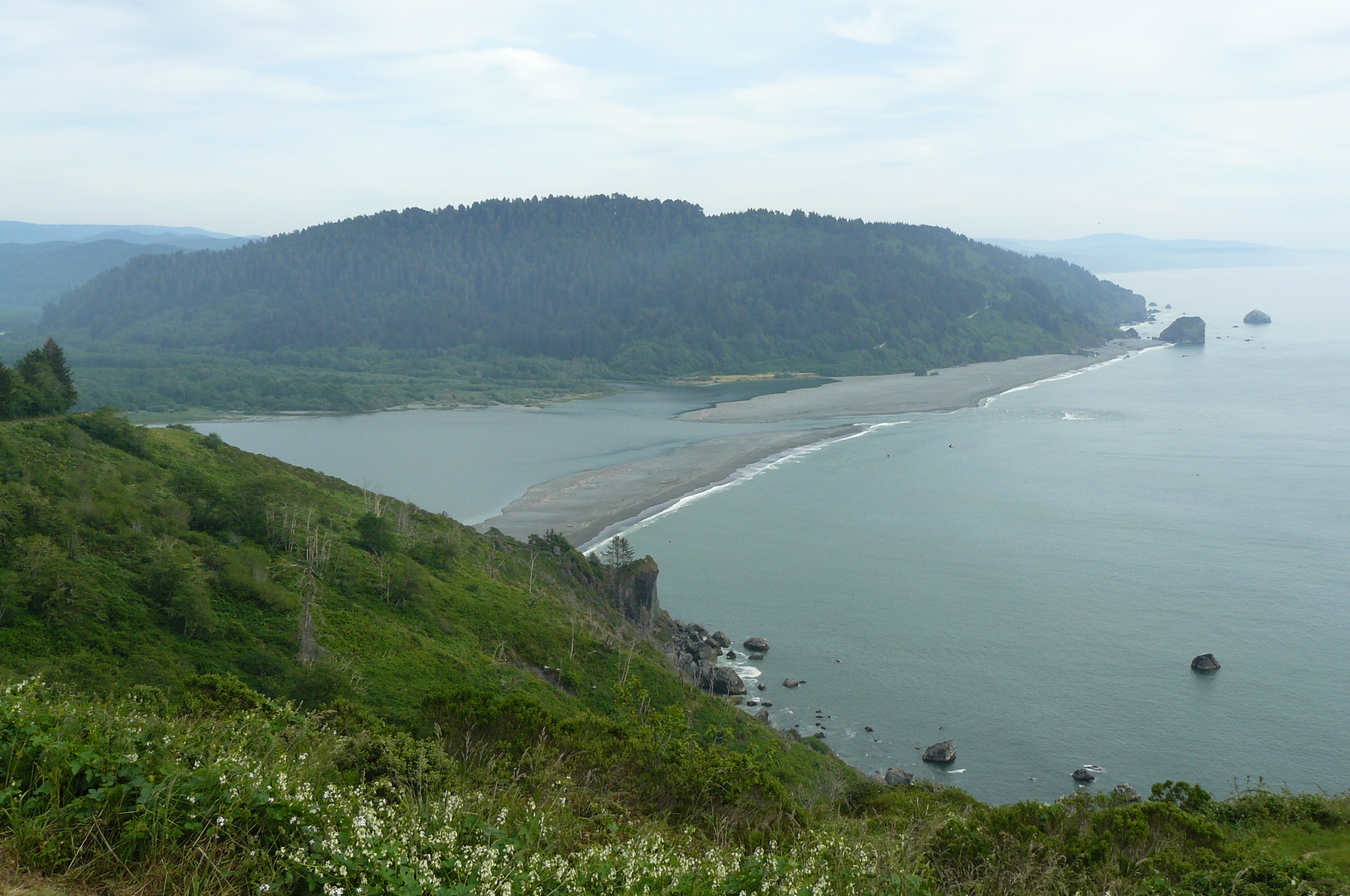
Uitzicht op monding Klamath en Redwood National Park op achtergrond

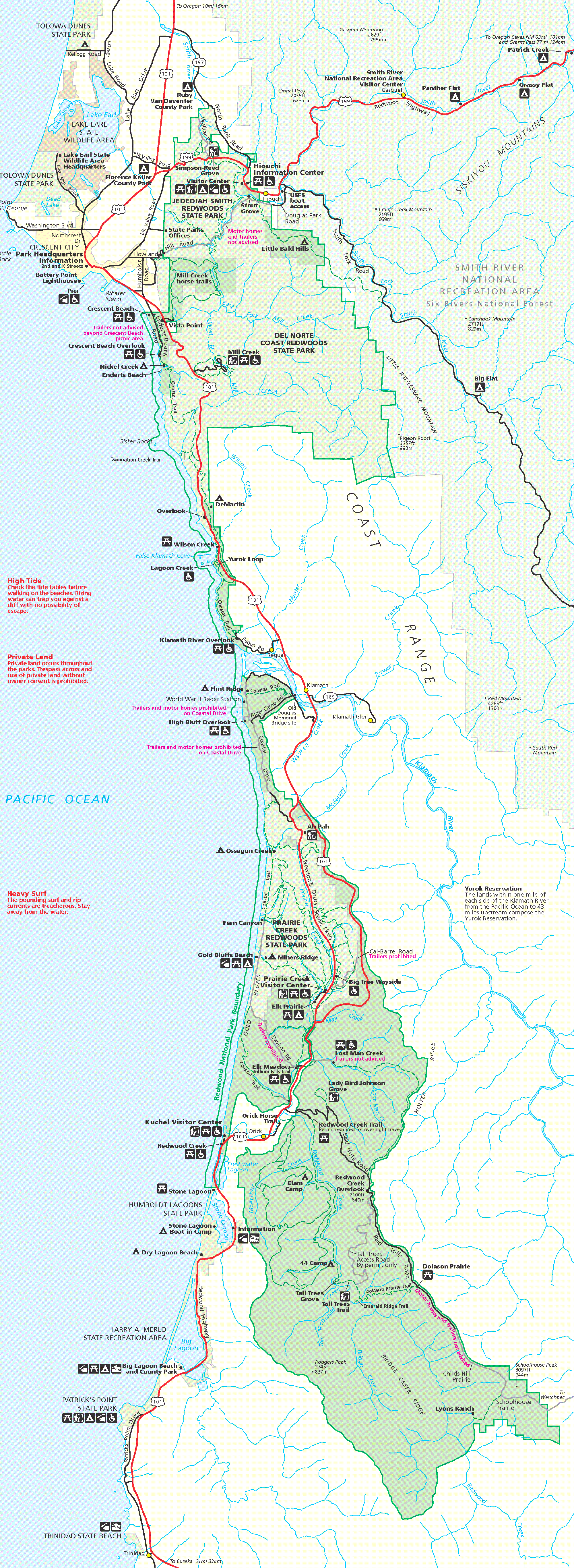
Kaart van het park

Redwood National Park is een nationaal park aan de noordwestkust van de Amerikaanse staat Californië. Het park staat bekend om zijn sequoia's.
Redwood National Park, opgericht in 1968, vormt een geheel met drie staatsparken, dit zijn California's Del Norte Coast Redwoods State Park, Jedediah Smith Redwoods State Park en Prairie Creek Redwoods State Park. Deze laatste drie parken werden al aan het begin van de 20e eeuw gesticht. In 1994 werd het beheer van de vier parken samengevoegd en staan ze bekend als Redwood National and State Parks. De vier parken beslaan een totale oppervlakte van ongeveer 540 km² en ze beschermen ongeveer 45% van het nog bestaande bos met kustmammoetbomen (Coast Redwoods).
Rond 1850 bedekten deze imposante bomen nog een oppervlakte van ruim 8.000 km². De bossen stonden in het noorden van Californië en het zuidwesten van Oregon. Veel bomen werden geveld om de bouw van steden aan de Amerikaanse westkust mogelijk te maken. In 1918 werd de Save-the-Redwoods League opgericht ter bescherming van de bomen. De alliantie was succesvol en in de jaren 20 werden de eerste staatsparken opgericht.
De voornaamste bezienswaardigheid van het Redwood National and State Parks wordt gevormd door een woud van imposante kustmammoetbomen, de hoogste bomen die op aarde voorkomen. In september 2006 werd de hoogste boom in het park gemeten. Deze kreeg de naam Hyperion en is 115,6 meter hoog. Op nummer twee en drie staan Helios en Icarus met een hoogte van 114,7 meter en 113,1 meter respectievelijk. De bomen kunnen een leeftijd bereiken van 500 tot 700 jaar. De meeste kustmammoetbomen groeien zeer dicht bij de kust, verder dan 80 kilometer landinwaarts komen ze niet meer voor. Ze profiteren van het gematigde temperaturen als gevolg van het zeeklimaat, de neerslag in de winter en de mist in de warme en droge zomer. In het voorjaar en in de herfst is het er koel en helder weer. Het gedeelte aan de kust bestaat uit steile kliffen en stranden.
Het hoofdkantoor van de beheerder en een bezoekerscentrum staan in Crescent City. In het zuiden van het park staat het Thomas H. Kuchel bezoekerscentrum langs de U.S. Route 101. In het nationaal park is het, behalve op campings binnen de parkgrenzen, niet toegestaan om te overnachten.
Door UNESCO is dit park in 1980 tot werelderfgoed verklaard.

## Bezienswaardigheden
- Coastal Trail, bijna langs de hele kust is een wandelroute uitgezet.
- Lady Bird Johnson Grove Nature Trail, in het zuiden van het park is een kort wandelpad aangelegd. Dit pad werd vernoemd naar Lady Bird Johnson, de echtgenote van de voormalige Amerikaanse president Lyndon B. Johnson, vanwege haar grote interesse in de natuur. Zij was in 1968 aanwezig toen Redwood National Park werd gesticht. Het makkelijk te belopen pad met een lengte van bijna twee kilometer geeft een goed beeld van het bos en de kustmammoetbomen.
- de Newton B. Drury Scenic Parkway loopt parallel aan de U.S. Route 101 door het park. De parkway is echter minder druk en de maximum toegestane rijsnelheid ligt lager.
- Net ten noorden van de brug over de Klamath ligt Klamath River Overlook. Op dit uitzichtspunt heeft de bezoeker een mooi uitzicht over de monding van de Klamath rivier en het park.